# Andrew Wood (Diplomat)

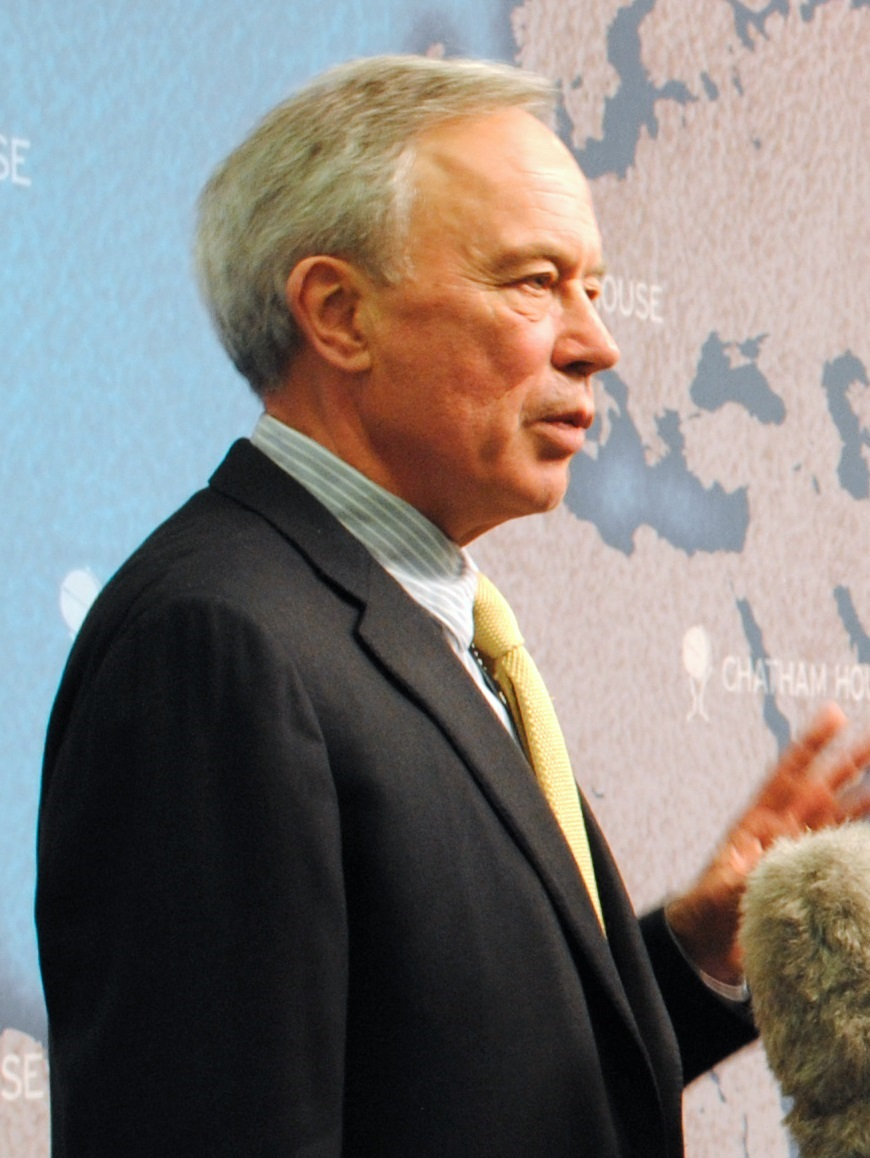
Sir Andrew Wood (2012)

Sir Andrew Marley Wood, GCMG (* 2. Januar 1940 in Gibraltar) ist ein ehemaliger britischer Diplomat, der unter anderem zwischen 1985 und 1989 Botschafter in Jugoslawien sowie von 1995 bis 2000 Botschafter in der Russischen Föderation war.

## Leben
Andrew Marley Wood, Sohn von Robert George Wood, besuchte das Ardingly College. 1961 trat er in den diplomatischen Dienst (HM Foreign Service) und fand danach zahlreiche Verwendungen im Ausland sowie im Außenministerium beziehungsweise dem Ministerium für Auswärtige und Commonwealth-Angelegenheiten (Foreign and Commonwealth Office). Er wurde 1964 Mitarbeiter der Botschaft in der Sowjetunion und absolvierte zwischenzeitlich ein Studium am King’s College der University of Cambridge, das er 1965 mit einem Master of Arts (M.A.) abschloss. 1967 wechselte er an die Botschaft in den USA und war daraufhin von 1970 bis 1971 im Ministerium für Auswärtige und Commonwealth-Angelegenheiten tätig, ehe er zwischen 1971 und 1973 zum Kabinettsamt (Cabinet Office) abgeordnet war.
1973 kehrte Wood als Erster Sekretär ins Ministerium für Auswärtige und Commonwealth-Angelegenheiten zurück. 1976 wechselte er als Erster Sekretär und Kanzler an die Botschaft in der Sozialistischen Föderativen Republik Jugoslawien (SFRJ) und wurde dort 1978 Botschaftsrat und Kanzler. Daraufhin fungierte er zwischen 1979 und 1982 als Botschaftsrat und Kanzler der Botschaft in der Sowjetunion. 1982 kehrte er ins Ministerium für Auswärtige und Commonwealth-Angelegenheiten zurück und war zuerst Leiter des Referats Westeuropa (Head of Western European Department, Foreign and Commonwealth Office) sowie im Anschluss von 1983 bis 1984 Leiter des Referats Personaleinsatz (Head of Personnel Operations Department, Foreign and Commonwealth Office).
Als Nachfolger von Kenneth Scott übernahm Andrew Wood 1985 den Posten als Botschafter in der Sozialistischen Föderativen Republik Jugoslawien und verblieb auf diesem Posten bis 1989, woraufhin Peter Hall seine Nachfolge antrat. Während dieser Zeit wurde er für seine Verdienste 1986 Companion des Order of St Michael and St George (CMG). Im Anschluss fungierte er von 1989 bis 1992 als Gesandter an der Botschaft in den USA. Nachdem er nach London zurückgekehrt war, bekleidete er im Ministerium für Auswärtige und Commonwealth-Angelegenheiten zwischen 1992 und 1995 die Posten als Stellvertretender Unterstaatssekretär (Deputy Under-Secretary for Foreign and Commonwealth Affairs) und zugleich als Chief Clerk als zweithöchster Beamter des Ministeriums.
1995 wurde Wood zum Knight Commander des Order of St Michael and St George (KCMG) geschlagen und führte seither das Prädikat „Sir“. Danach löste er Brian Fall als Botschafter in der Russischen Föderation ab und verblieb auf diesem Posten bis zu seinem Eintritt in den Ruhestand 2000, woraufhin Roderic Lyne sein dortiger Nachfolger wurde. Als Botschafter in der Russischen Föderation war er auch als Botschafter in der Republik Moldau akkreditiert. 2000 wurde er auch zum Knight Grand Cross des Order of St Michael and St George (GCMG) erhoben. Nach seinem Eintritt in den Ruhestand wurde er 2002 Leitender Berater der Messegesellschaft ITE Group sowie 2008 Associate Fellow der Denkfabrik Chatham House.
Andrew Marley heiratete 1972 in erster Ehe die 1977 verstorbene Melanie LeRoy Masset. Aus dieser Ehe ging ein Sohn hervor. Aus seiner 1978 geschlossenen Ehe mit Stephanie Lee Masset ging ein weiterer Sohn sowie eine Tochter hervor.